# Mexicanen (dobbelspel)
Mexicanen, dat ook bekend is onder de naam Mexen, is een dobbelspel dat een ongelimiteerd aantal spelers heeft en dat doorgaans in de kroeg wordt gespeeld.

## Speluitleg
Alle spelers nemen een dobbelsteen en leggen deze met de 6 omhoog voor zich neer. Daarnaast zijn er twee dobbelstenen waarmee wordt gegooid. Een willekeurige speler begint en er wordt met de klok mee gespeeld. Als alle spelers 1 keer zijn geweest noemt men dat "een ronde". Doel per ronde is om niet de laagste score van alle spelers te krijgen.
Na afloop van een ronde moet de speler met de laagste score de eigen dobbelsteenwaarde 1 verlagen, tenzij er door 1 of meerdere spelers in de ronde een Mexicaantje is gegooid (zie Scores). In dat geval gaat de dobbelsteenwaarde niet 1 terug maar 2 per gegooide Mexicaantje.
Indien in een ronde nog geen enkele speler een Mexicaantje heeft gegooid dan mag de speler die aan het gooien is besluiten om de ronde af te breken. Dit kan van nut zijn indien deze speler een lage score heeft behaald en er in deze ronde nog spelers mogen gooien. In dat geval bestaat namelijk het risico dat er door deze spelers ook Mexicaantje gegooid gaat worden. Door een ronde af te breken voorkomt de speler met de slechte score dat er 2 of nog meer punten aan dobbelsteenwaarde verloren gaan. Besluit een speler om een ronde af te breken en heeft deze speler dezelfde laagste score als een eerdere speler in deze ronde, dan gaat toch alleen de dobbelsteenwaarde van de speler die de ronde afbreekt 1 omlaag.
Als in een ronde twee of meer spelers dezelfde laagste score hebben gegooid dan spelen deze spelers een extra ronde om te bepalen wie de gewone ronde werkelijk verliest. Dit kan worden herhaald indien noodzakelijk. Wanneer bijv. de gewone ronde 3 spelers oplevert met de laagste score en er in de 1e extra ronde 2 spelers overblijven, dan is een 2e extra ronde noodzakelijk om de gewone ronde te beslissen. Een Mexicaantje gegooid in een extra ronde staat nog wel steeds voor het hoogste, en er gaan dubbele levens bij de verliezer af.

## Winnaar / verliezer
De speler die een ronde verliest terwijl de eigen dobbelsteen op 1 staat verliest het totale spel. Deze speler dient een rondje te betalen voor de overige spelers. Hiervan kan worden afgeweken omdat deze variant de verliezende speler veel geld kan kosten. Er kan bijv. worden doorgespeeld tot er maar 1 speler overblijft. De verliezende speler hoeft dan alleen een drankje voor de winnende speler te betalen.

## Scores
De startende speler van een ronde mag maximaal 3 keer gooien om de eigen score te bepalen, alle overige spelers mogen in een ronde maximaal het aantal keer gooien dat ook de startende speler heeft gedaan. Voor alle spelers geldt dat alleen de score van de laatste worp in een ronde telt. Een evt. hogere score bij een eerdere worp in dezelfde ronde is komen te vervallen toen werd besloten om door te gooien.
- Als 2 dezelfde getallen worden gegooid dient de waarde van 1 dobbelsteen met 100 vermenigvuldigd te worden om de score te bepalen.
Bijv. de worp  levert de score 400 op.
- Als 2 verschillende getallen worden gegooid dan staat het hoogste getal voor tientallen en het laagste getal voor eenheden.
Bijv. de worp  levert de score 53 op.
Uitzondering hierop is de worp , dit wordt ook wel een Mex genoemd. Deze worp staat voor de score 1000 en is de hoogst mogelijke score.